# Sjumilinski Rajon
Sjumilinski Rajon (vitryska: Шумілінскі Раён, ryska: Шумилинский район) är ett distrikt i Belarus.   Det ligger i voblasten Vitsebsks voblast, i den norra delen av landet, 200 km nordost om huvudstaden Minsk.